# Folland Midge
Folland Fo. 139 Midge byl britský demonstrátor lehkého stíhacího letounu vyvinutý společností Folland Aircraft. Během zkušebního programu se osvědčil a jeho dalším vývojem vznikl lehký bojový a cvičný letoun Folland Gnat.

## Vývoj a popis
Šéfkonstruktér Follandu W. E. W. Petter se na počátku 50. let rozhodl navrhnout jednoduchý, lehký a kompaktní stíhací letoun, který by při nízkých pořizovacích a provozních nákladech mohl soupeřit se soudobými, čím dál složitějšími letouny. Folland letoun vyvíjel na vlastní náklady. Prvním krokem byla stavba létajícího demonstrátoru Midge (sériové číslo G-39-2), který byl zalétán kapitánem E. A. Tennantem 11. srpna 1954. Prototyp byl vystaven ve Farnborough a důkladně testován na základně v Boscombe Down. Zkušenosti z jeho provozu byly využity ve vývoji většího a výkonnějšího typu Folland Gnat, který byl sériově vyráběn ve cvičné i v bojové verzi. Letoun se velmi osvědčil. Zároveň jej testovali zástupci zahraničních zájemců o typ Gnat (např. z Indie).
Služba samotného demonstrátoru Midge však byla krátká, dne 26. září 1955 havaroval při startu. Zahynul pilot letounu major Mathez, který byl součástí švýcarské delegace testující Midge na letišti Chilbolton.

## Konstrukce
Jednalo se o proudový jednomístný hornoplošník kompaktních rozměrů, vybavený jen nejnutnější avionikou. Byl vybaven příďovým podvozkem. Poháněl jej proudový motor Armstrong Siddeley Viper o tahu 7,3 kN.

## Specifikace

### Hlavní technické údaje
- Posádka: 1
- Rozpětí: 6,3 m
- Délka: 8,46 m
- Výška: 2,67 m
- Hmotnost prázdného letounu: ? kg
- Vzletová hmotnost : 2225 kg
- Pohonná jednotka: 1× proudový motor Armstrong Siddeley Viper
- Výkon pohonné jednotky: 7,3 kN

### Výkony
- Maximální rychlost: 885 km/h (u země)
- Dostup: 12 200 m